# پی کوهمیز
پی کوهمیز یک ستاره است که در صورت فلکی کوهمیز قرار دارد.